# کلیسای باستانی مشرق
کلیسای باستانی مشرق (سریانی: ܥܕܬܐ ܥܬܝܩܬܐ ܕܡܕܢܚܐ) یک کلیسای مسیحی شرقی سریانی است که به‌لحاظ تاریخی امتداد کلیسای مشرق یا کلیسای نسطوری است.

## تاریخچه
کلیسای باستانی مشرق از کلیسای آشوری مشرق در سال ۱۹۶۴ جدا شد و این امر پس از آن که مار ایشای شمعون بیست و سوم تغییراتی ایجاد حاصل شد که توسط برخی از پیروان کلیسا پشتیبانی نمی‌شد. دفتر مرکزی کلیسای باستانی مشرق همان بغداد است.
بطرک اول کلیسای باستانی مشرق، مارت توماس توما درمو بود، در سال ۱۹۶۸ انتخاب شد و در سال ۱۹۶۹ درگذشت. پس از مرگ او، مسیحیان در اواخر مارس مار آدی دوم از سال ۱۹۷۰، پدرسالار یا بطرک اول کلیسا انتخاب شد.

## پیروان و اسقف‌نشینان
برآورد شده‌است که پیروان آن حدود ۱۰۰۰۰۰ نفر در سراسر جهان وجود دارد. کلیسا به چند اسقف نشین تقسیم می‌شود:
- مقر بطرک اول کلیسای باستانی شرق در بغداد
- سرزمین بطرک اول بغداد (مار ادی دوم) (ܡܪܝ ܐܕܝ ۲)
- اسقف نشین کرکوک کلیسای باستانی مشرق، مار نرسی توما، ܡܪܝ ܢܪܣܝ ܬܐܘܡܐ
- اسقف نشین نینوا کلیسای باستانی مشرق (مار توما ارمیا) (ܡܪܝ ܬܐܘܡܐ)
- اسقف نشین استرالیا و نیوزیلند کلیسای باستانی مشرق (مار یعقوب دانیال) (ܡܪܝ ܝܐܩܘ)
- اسقف نشین اصلی اروپا، واقع در ماینز، آلمان
- کلیسای اسقفی ایالات متحده و کانادا، واقع در شیکاگو
- اسقف اعظم کالیفرنیا
- اسقف اعظم سوریه